# Банк Фос (Вашингтон)
Банк Фос (енгл. Bunk Foss) насељено је место без административног статуса у америчкој савезној држави Вашингтон.

## Демографија
По попису из 2010. године број становника је 3.570.
| Група             | 2000.    | 2010.         |
| Белци             | 0 (0,0%) | 3.251 (91,1%) |
| Афроамериканци    | 0 (0,0%) | 22 (0,6%)     |
| Азијати           | 0 (0,0%) | 37 (1,0%)     |
| Хиспаноамериканци | 0 (0,0%) | 133 (3,7%)    |
| Укупно            | 0        | 3.570         |